# Улица Вавилова (Москва)
У́лица Вави́лова — улица в Южном и Юго-Западном административных округах города Москвы. Расположена между улицами Орджоникидзе и Гарибальди параллельно Ленинскому проспекту. Нумерация домов начинается от улицы Орджоникидзе. Одна из самых длинных улиц Москвы.
Пересекает: Проспект 60-летия Октября, улицы Губкина и Дмитрия Ульянова.
Справа примыкают: улицы Академика Зелинского, Академика Несмеянова, Бардина, Ляпунова; Ломоносовский проспект, участок старого Калужского шоссе и улица Панфёрова.
Слева примыкают: Канатчиковский проезд, улица Кржижановского и Нахимовский проспект.

## Происхождение названия
Названа 30 июля 1963 года в честь С. И. Вавилова (1891—1951) — учёного-физика, президента АН СССР (решение Мосгорисполкома от 30.07.1963 г. № 30/32). В 1952—1963 годах называлась 1-й Академический проезд по находящимся здесь институтам Академии наук СССР. До 1952 года назывался Проектируемый проезд № 275 (решение Мосгорисполкома от 15.07.1952 г. № 49/19), часть улицы до Окружной железной дороги называлась проезд Донского монастыря, а после — Свалочное шоссе, так как между ним и Калужским шоссе находились свалки.

## История
После Великой Отечественной войны на юго-западе Москвы была выделена территория для строительства институтов и жилых домов Академии наук СССР. В первые годы существования этот район назывался посёлок имени Губкина. Главной улицей посёлка стал 1-й Академический проезд. В конце 1940-х — начале 1950-х годов чётная сторона улицы застраивалась научными институтами (№ 30-34), а нечётная — двух- и трёхэтажными жилыми домами (№ 27-31, 37, 41). Первоначально улица доходила только до Ломоносовского проспекта. В 1954 году по улице прошла трамвайная линия до МГУ. В 1965 году улица Вавилова продлена до улицы Гарибальди по территории бывшего села Семёновского, также заняв, местами, колею старой Калужской дороги.
В перспективе начального участка улицы видны купола Большого собора Донского монастыря.

## Примечательные здания и сооружения
По нечётной стороне:
- № 7 — Совет по изучению производительных сил
- № 19 — Сбербанк России (1994—1996, архитекторы Л. Вавакин, В. Стейскал, Н. Лютомский, Х. Хоос)[7]
- № 21 — автобаза Академии наук СССР (1936, архитектор П. Моргунов)[8]
- № 37а — жилой дом. Здесь жили физик, лауреат Нобелевской премии В. Л. Гинзбург[9], геофизик, специалист по физике моря В. В. Шулейкин[10].
- № 47а — офисное здание (2005, архитекторы Д. Лоренц, Н. Сидорова, К. Ходнев)[11]
- № 53 — Институт экономики и антикризисного управления[12]
- № 57 — Государственный Дарвиновский музей (1997—2007)
- № 61 — 64-я городская больница

По чётной стороне:
- № 2 — жилой комплекс «Нескучный Сад» (арх. Лызлов Н. В.)
- № 24 — Институт электронных управляющих машин им. И. С. Брука
- № 26 — Институт биологии развития имени Н. К. Кольцова РАН
- № 28 — Институт элементоорганических соединений имени А. Н. Несмеянова РАН
- № 32, стр. 1, 2; 34 — ансамбль зданий Горного института РАН СССР[13], ныне — Институт молекулярной биологии имени В. А. Энгельгардта РАН:
  - Главный корпус (1951, архитекторы И. В. Жолтовский, К. И. Соломонов, Ю. Н. Шевердяев, Ш. А. Айрапетов)[13];
  - Северный флигель (1961, архитекторы Ю. Н. Шевердяев, Ш. А. Айрапетов)[13];
  - Южный флигель (1956, архитекторы И. В. Жолтовский, К. В. Соломонов, Ю. Н. Шевердяев, Ш. А. Айрапетов)[13].
- № 38 — Институт общей физики имени А. М. Прохорова РАН
- № 40 — Вычислительный центр имени А. А. Дородницына РАН
- № 44, корп. 3 — жилой дом. Здесь в 1967—1995 годах жил математик Сергей Яблонский[14].
- № 48 — жилой дом («Дом работников РАН»). Здесь жили историк науки А. П. Юшкевич[15], этнограф Н. Н. Чебоксаров[16], композитор Альфред Шнитке[17], географ В. М. Фридланд[18], лингвист Н. С. Чемоданов[19], палеонтолог П. К. Чудинов. Дом строился в том числе непосредственно силами учёных, которые позднее получили в нём квартиры.[источник не указан 1521 день]
- № 52 — жилой дом. Здесь жила писательница Л. Р. Кабо[20].
- № 62/2 — Национальный медицинский исследовательский центр здоровья детей
- № 64/1 — Черёмушкинский рынок (1961, архитекторы В. Н. Жадовская, П. Е. Селецкий)
- № 74/22 — жилой дом. Здесь жила историк З. В. Удальцова[21].
- № 86 — жилой дом. Здесь жил гроссмейстер А. С. Суэтин[22].

## Транспорт
В 200 метрах от начала улицы находится станция метро «Ленинский проспект» и станция Площадь Гагарина МЦК. По улице проходят маршруты трамваев 14, 39 на участке от Ломоносовского проспекта до улицы Орджоникидзе; 26 на участке от Ломоносовского проспекта до улицы Кржижановского; автобусов 111, 845 на участке от улицы Гарибальди до улицы Панфёрова; 153 на участке от Нахимовского проспекта до улицы Гарибальди; с5 от Нахимовского проспекта до улицы Гарибальди (только в указанном направлении); 553 на участке от пр.пр. № 4432 до ТТК (только в указанном направлении); 317 на участке от пр.пр. № 4432 до Канатчиковского проезда.

## В культуре
Улице посвящена песня «Улица Вавилова» группы «Несчастный случай». Песня вышла в 2010 году в альбоме «Тоннель в конце света».